# Ulolonche dilecta
Ulolonche dilecta är en fjärilsart som beskrevs av H. Edwards 1884. Ulolonche dilecta ingår i släktet Ulolonche och familjen nattflyn. Inga underarter finns listade i Catalogue of Life.